# Autonome Republik Abchasien
Die Autonome Republik Abchasien (abchasisch Аԥснытәи Автономтә Республика, georgisch აფხაზეთის ავტონომიური რესპუბლიკა) ist eine autonome Republik innerhalb Georgiens und erstreckt sich über die Region Abchasien. De facto wird die Staatsgewalt in Abchasien jedoch seit 1994 von der – von Georgien unabhängigen – Republik Abchasien ausgeübt. Während einige Staaten, darunter Russland, Syrien, Venezuela, Nicaragua und Nauru, die Republik Abchasien anerkannt haben, wird die georgische Exilregierung der Autonomen Republik Abchasiens noch immer von der Mehrheit der internationalen Staatengemeinschaft als rechtmäßige Regierung in Abchasien anerkannt.

## Geschichte
Nach dem Zerfall der Sowjetunion wurde Georgien 1991 wieder ein unabhängiger Staat. In den Regionen Abchasien und Südossetien strebte man jedoch nach der Loslösung von Georgien und rief die staatliche Unabhängigkeit aus. Bereits in der Vergangenheit hatte es dort Konflikte zwischen Georgiern und Abchasen bzw. Osseten gegeben.
Die sehr national ausgerichtete Politik des ersten georgischen Präsidenten Swiad Gamsachurdia, die Autonomierechte ablehnte und die auch mit dem Slogan „Georgien für Georgier“ in Verbindung gebracht wurde, verschärfte die Situation in den beiden Regionen zusätzlich.
Im Falle von Abchasien führte dies zum Georgisch-Abchasischen Krieg 1992–1993 zwischen abchasischen Sezessionisten und der georgischen Armee. Der Krieg forderte zunächst auf beiden Seiten schwere Opfer, als sich jedoch ein Sieg der Abchasen abzeichnete, mehrten sich Gewaltverbrechen und ethnische Säuberungen an der georgischen Zivilbevölkerung in der Region, die unter anderem im Massaker von Sochumi 1993 gipfelten. Auch auf georgischer Seite kam es zu Verbrechen an der abchasischen Bevölkerung. Nach dem De-facto-Sieg der abchasischen Separatisten mussten 250.000 der Georgier in Abchasien fliehen, nur ein kleiner Teil ist seitdem zurückgekehrt. Seit 1994 ist Abchasien de facto unabhängig, auch wenn dies zu diesem Zeitpunkt von keinem Staat weltweit anerkannt wurde und Georgien die Region nach wie vor als eigenes Territorium betrachtete.
Von 2006 bis 2008 befand sich der Sitz der Regierung der Autonomen Republik Abchasien in Tschchalta im Kodori-Tal in Ober-Abchasien. Unter Micheil Saakaschwili hatte Georgien im Rahmen einer militärischen Aktion dabei die Kontrolle über den Landesteil Oberabchasien zurückgewonnen. Die georgische Regierung kontrollierte wieder einen Teil von Abchasien. Infolge des Kaukasuskriegs 2008 verlor Georgien aber erneut die Kontrolle über diese Region, der Sitz der Exilregierung befindet sich seitdem wieder in Tiflis. Seit 2008 haben 5 Staaten die Unabhängigkeit Abchasiens anerkannt.